# 세르게이 리
세르게이 블라디미로비치 리(러시아어: Серге́й Влади́мирович Ли, 1962년 8월 5일~)는 소련의 역도 선수이다. 1987년과 1990년 세계 선수권 대회, 1988년 유럽 선수권 대회에서 은메달을 획득했다.